# Guémené-Penfao
Pour les articles homonymes, voir Guémené.
Guémené-Penfao (prononcé [ge.mne.pɛ̃.fo]) est une commune de l’Ouest de la France, située dans le département de Loire-Atlantique, en région Pays de la Loire. Traversée par le Don, elle est longée au nord par la Vilaine, qui constitue la limite départementale avec l'Ille-et-Vilaine. 
Elle comprend deux sections de commune, Beslé-sur-Vilaine et Guénouvry, anciennes paroisses qui ont été rattachées à Guémené après la Révolution française (1789), ce qui lui permet d’être la troisième commune la plus étendue de Loire-Atlantique, après les nouvelles communes de Vallons-de-l'Erdre et de Loireauxence. 
En 2021, sa population est de 5 240 habitants.

## Géographie

Situation de la commune de Guémené-Penfao dans le département de la Loire-Atlantique.

La superficie de la commune est de 105,5 km2, troisième commune la plus étendue du département de la Loire-Atlantique. L'altitude varie entre 2  et   83 m.

### Situation
Guémené-Penfao est située à 25 km à l'est de Redon, à 60 km au nord de Nantes, à 65 km au sud de Rennes et à la limite nord de la forêt du Gâvre.
Au niveau de la section de Beslé-sur-Vilaine, la commune est limitrophe du département de l'Ille-et-Vilaine sur près de 3 km.
| Massérac | Langon (Ille-et-Vilaine) | Pierric        |
| Avessac  | Guémené-Penfao           | Conquereuil    |
| Plessé   | Le Gâvre                 | Marsac-sur-Don |

### Relief et hydrographie

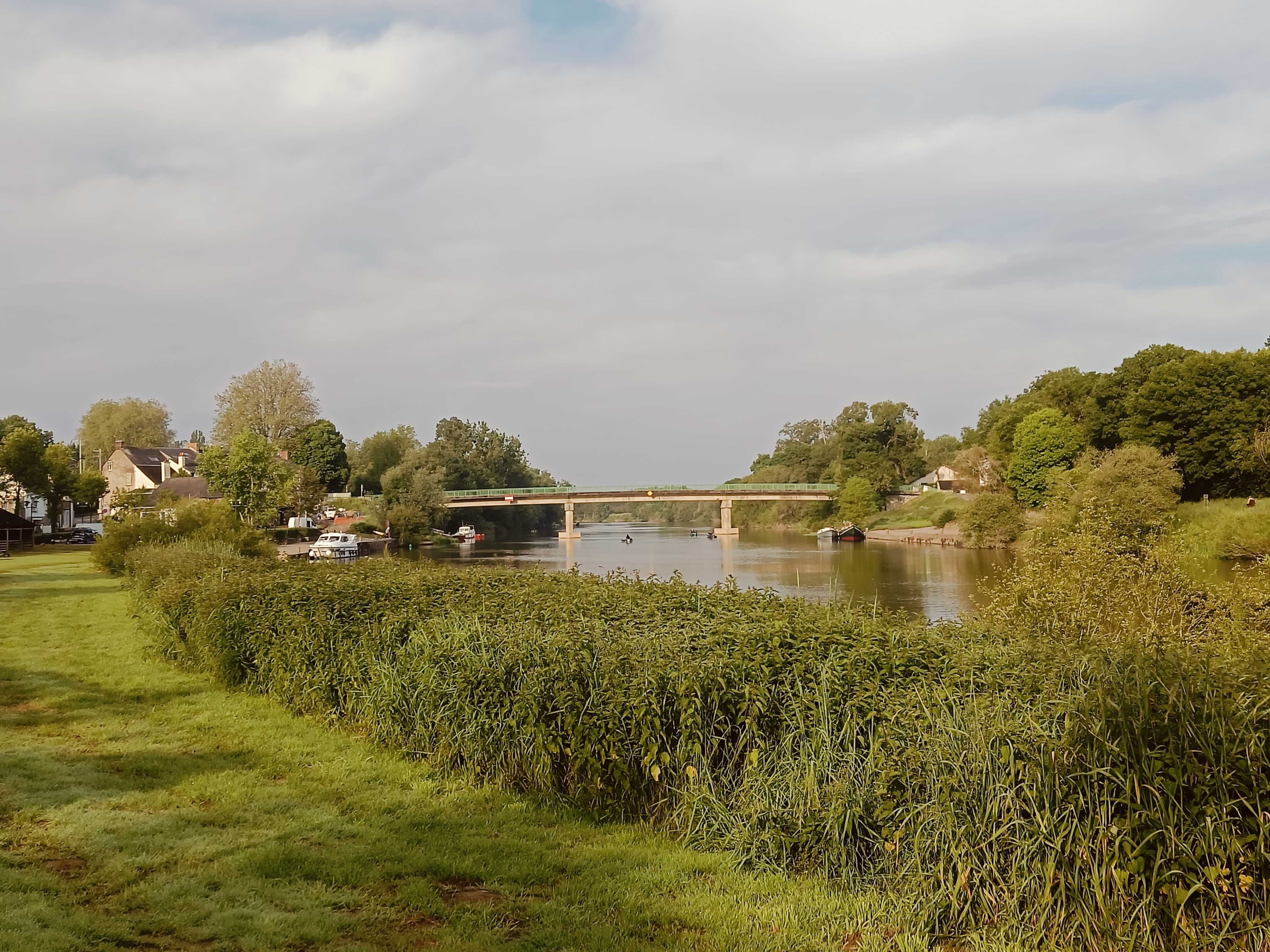
La Vilaine au niveau du port de Beslé

La commune est longée par la Vilaine au nord sur environ 1,5 km au niveau de Beslé. Son principal cours d'eau est un affluent de la Vilaine, le Don, qui coule d'est en ouest, constituant d'abord la limite avec la commune de Conquereuil, puis traversant la commune, notamment le bourg. Il quitte la commune après avoir marqué la limite avec Avessac.
Plusieurs affluents, notamment le ruisseau de Mézillac
en rive gauche.

### Transports et voies de communication
Les principales routes traversant la commune sont :
- la D 779 (est), qui relie Guémené-Penfao à Châteaubriant par Derval, où passe la N 137 (Nantes-Rennes)
- la D 779 (ouest), qui relie Guémené-Penfao à Redon (Morbihan) (puis Vannes) ;
- la D 3, qui relie Guémené-Penfao à Plessé et Savenay, où passe la route à quatre voies de Nantes à Saint-Nazaire ;
- la D 15, qui relie Guémené-Penfao à Blain à travers la forêt du Gâvre ;
- la D 42, qui relie Blain à Conquereuil par Le Gâvre et passe par les villages de Dastres et des Rivières (section de Guénouvry).

La commune est desservie par les lignes d'autocar n° 310 (Guémené/Derval/Nantes) et 371 (Blain/Bouvron/Nantes) du réseau Aléop.
Elle est aussi desservie par la ligne de chemin de fer de Rennes à Redon, à la gare de Beslé.

### Climat
Pour des articles plus généraux, voir Climat des Pays de la Loire et Climat de la Loire-Atlantique.
En 2010, le climat de la commune est de type climat océanique franc, selon une étude du CNRS s'appuyant sur une série de données couvrant la période 1971-2000. En 2020, Météo-France publie une typologie des climats de la France métropolitaine dans laquelle la commune est exposée à un climat océanique et est dans la région climatique  Bretagne orientale et méridionale, Pays nantais, Vendée, caractérisée par une faible pluviométrie en été et une bonne insolation. 
Pour la période 1971-2000, la température annuelle moyenne est de 11,9 °C, avec une amplitude thermique annuelle de 13,2 °C. Le cumul annuel moyen de précipitations est de 784 mm, avec 12,1 jours de précipitations en janvier et 6,3 jours en juillet. Pour la période 1991-2020, la température moyenne annuelle observée sur la station météorologique de Météo-France la plus proche, sur la commune de Blain à 18 km à vol d'oiseau, est de 12,1 °C et le cumul annuel moyen de précipitations est de 837,6 mm,. Pour l'avenir, les paramètres climatiques de la commune estimés pour 2050 selon différents scénarios d'émission de gaz à effet de serre sont consultables sur un site dédié publié par Météo-France en novembre 2022.

### Établissement scolaires
La commune contient différents établissements scolaires allant de la maternelle jusqu'au collège.

Il y a deux écoles maternelles, les écoles publiques Jules-Verne, et l'école privée Sainte-Marie.
De plus, il y a deux écoles primaires, l'école privée Sainte-Marie et l’école publique Joséphine-Baker.
Enfin, la commune est équipée de deux collèges, le collège public Bellevue et le collège privé Saint-Michel.

## Urbanisme

### Typologie
Au 1er janvier 2024, Guémené-Penfao est catégorisée bourg rural, selon la nouvelle grille communale de densité à sept niveaux définie par l'Insee en 2022.
Elle appartient à l'unité urbaine de Guémené-Penfao, une unité urbaine monocommunale constituant une ville isolée,. La commune est en outre hors attraction des villes,.

### Occupation des sols
L'occupation des sols de la commune, telle qu'elle ressort de la base de données européenne d’occupation biophysique des sols Corine Land Cover (CLC), est marquée par l'importance des territoires agricoles (91,2 % en 2018), une proportion sensiblement équivalente à celle de 1990 (91,5 %). La répartition détaillée en 2018 est la suivante : 
terres arables (62,9 %), zones agricoles hétérogènes (18,2 %), prairies (9,9 %), forêts (5,8 %), zones urbanisées (3 %), cultures permanentes (0,2 %). L'évolution de l’occupation des sols de la commune et de ses infrastructures peut être observée sur les différentes représentations cartographiques du territoire : la carte de Cassini (XVIIIe siècle), la carte d'état-major (1820-1866) et les cartes ou photos aériennes de l'IGN pour la période actuelle (1950 à aujourd'hui).

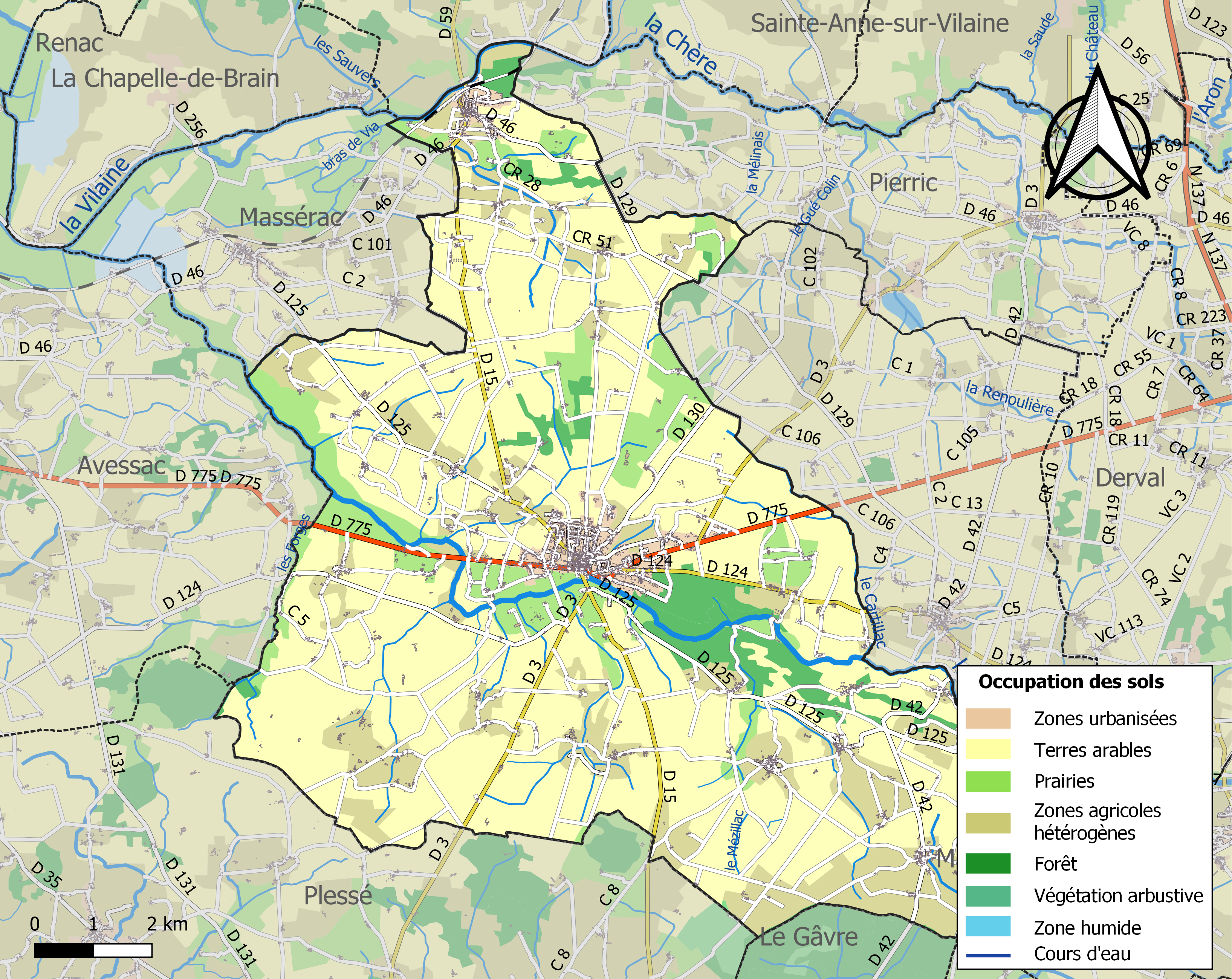
Carte des infrastructures et de l'occupation des sols de la commune en 2018 (CLC).

## Toponymie

### Attestations anciennes
Le nom de la paroisse est attesté sous les formes (Plebs) Uuin-Monid en 852, Winmonid en 852 ou 853,, Lespenfau en 862 et Wenmened en 1123,,, Wenmonid, Kémené, Gemené vers 1205, Guemene en 1287, Guemene Penfault en 1427, 1431, 1487 et en 1779.

### Le nom de Guémené
« Guémené » est la graphie francisée d'un toponyme vieux breton qui signifie « montagne blanche », d'où, en breton moderne Gwenmenez (gwenn = « blanc » et menez = « mont, montagne ») ou (en tenant compte de la mutation) Gwenvenez..
En gallo, la langue d'oïl régionale, plusieurs prononciations ont été relevées pour Guéméné : le plus souvent [gemnə] ou [gəmnə], mais aussi [gemnœ], et [ ɟemnə] ou [ ɟəmnə]. Le nom s'écrit Ghemenë selon l'écriture ABCD, ou Gemnë, Gémnë, Gémneu, Ghemnë ou Ghémnë selon l'écriture MOGA (en reflétant les diverses prononciations).

### Le nom de Penfao
« Penfao » (Penfaou en breton) est une abréviation de Lespenfao, nom composé de trois éléments : 
- les-, du vieux breton lis (« demeure seigneuriale »[24] ou « cour seigneuriale »), en breton moderne lez ;
- pen- (« tête, bout, extrémité, orée ») ;
- -fao de faou (« hêtre »[27]),

d'où le sens global de « cour à l'orée du bois de hêtres ». 
Penfao était autrefois un prieuré et une frairie de Guémené qui se trouvaient à « l'extrémité d'un bois de hêtre », autour de l'actuel village de Saint-Georges.[réf. nécessaire]
En gallo, Penfao s'écrit aussi Penfao selon l'écriture ABCD mais Pinfao selon l'écriture MOGA. Le nom se prononce [pɛ̃faʊ].

## Histoire

### Influence bretonne au début du Moyen Âge
Le Pays de Guémené-Penfao a été pendant longtemps une zone de présence bretonne. On y parle breton jusqu'au XIIIe siècle, mais la langue gallèse semble progresser dès le XIIe siècle. 
Le cadastre de la commune mentionne[Où ?] le nom de « Brésihan », dont le Père Léon Trivière dans son Histoire de Guémené Penfao considère qu'il vient de Breiz bihan, expression qui signifie petite Bretagne. Il semble toutefois probable que la véritable origine soit bren sec'han, de bren (« colline ») et sec'han (« de nature sèche »)). 
La variante locale du gallo a fait l'objet de plusieurs études et écrits, on citera les contes d'Ugeen Kogrèh, les recherches de Yann Mikaël dans la revue Pihern, et le dictionnaire Chat d'écureuil et Pomme d'orange de Vincent Delanoë.[pas clair]

### Époque moderne
En 1570, le roi Charles IX, accompagné d'un brillant cortège comprenant notamment sa mère Catherine de Médicis, sa sœur Marguerite de Valois (future épouse de Henri IV), le duc d'Anjou (futur Henri III) et le duc de Guise. Il s'agit d'un « tour de France », organisé par Catherine de Médicis afin d'accroitre l'autorité du roi, alors qu'elle vient de mettre fin à la troisième guerre de Religion (1568-1570).
Au XVIe siècle, Penfao est une trève de Guémené comme le montrent les registres paroissiaux de Saint-Georges-de-Pennefo, correspondant approximativement à l'actuel territoire de Guénouvry, section de la commune de Guémené-Penfao. Les paroisses de Guémené et de Penfao sont réunies en 1633 par Henri de Bourbon, prince de Condé. 

### Période de la Révolution et de l'Empire
Beslé et Guénouvry[pas clair] sont intégrées à la commune de Guémené-Penfao après la Révolution, qui crée les communes (et les départements) en janvier 1790.
En 1793, lorsque l'armée vendéenne tente de traverser la Bretagne au cours de la virée de Galerne, les armées républicaines, notamment les troupes de Kléber (les « Mayençais »), prennent le contrôle de la forêt du Gâvre et de Guémené-Penfao afin d'empêcher les Vendéens d'aller vers Vannes. Contraints de se rabattre vers la Loire, les insurgés sont vaincus lors de la bataille de Savenay en décembre.

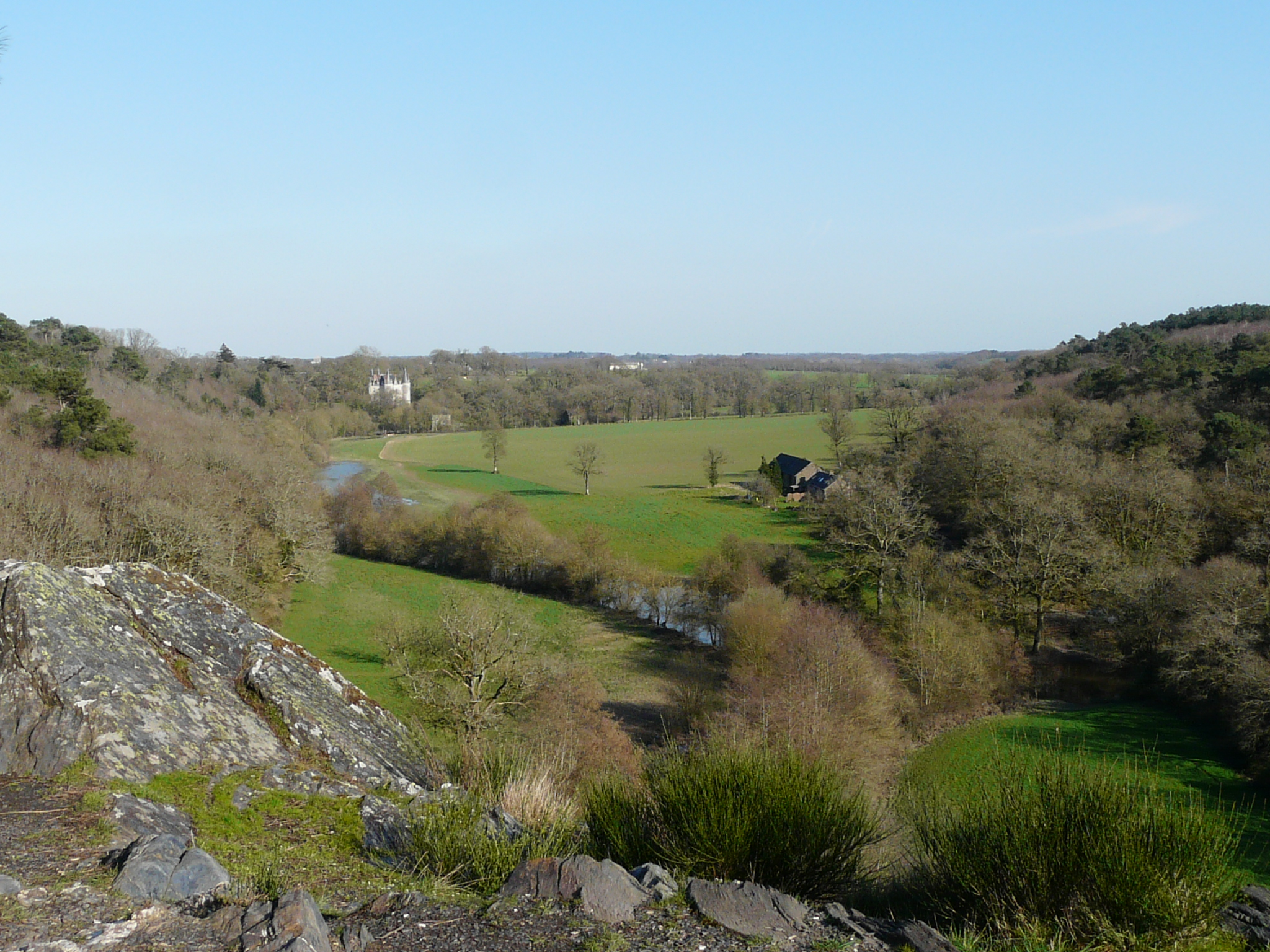
La vallée du Don au « rocher des Amoureux ».

## Emblèmes

### Symbole
Selon une légende locale, Guémené-Penfao est le berceau de la blanche hermine, symbole de la Bretagne.

### Héraldique
| Blason | Blasonnement : Parti : au 1 de gueules à la croix tréflée d'or, au 2 d'azur à l'arbre d'argent ; le tout au chef d'hermine. |

### Devise
La devise de Guémené-Penfao : Aime Dieu et fais ce que dois.

## Politique et administration

### Tendances politiques et résultats
Résultats aux seconds tours des dernières élections :
- présidentielle : 57,15 % pour François Hollande (Ps) contre 42,85 % pour Nicolas Sarkozy (ump) ;
- législatives : 53,23 % pour Yves Daniel (Ps) contre 46,77 pour Michel Hunault (Nouveau centre)[33] ;
- municipales : 54,18 % pour Yannick Bigaud (divers droites) contre 45,81 % pour Pierre le Guily (centre) ;
- départementales : 6 102 voix pour la liste Y.Bigaud/ A.S.Douet contre 6 091 pour la liste V.Lopez/G.Phillipot[34] ;
- régionales : 41,06 % pour Christophe Clergeau (Ps), contre 38,85 % pour Bruno Retailleau (Lr) et 20,08 % pour Pascal Gannat (FN) ;
- à la vue de ces résultats, on peut conclure que les habitants Guémené-Penfao votent plutôt à gauche et au centre.

### Administration
La commune est située dans l’arrondissement de Châteaubriant-Ancenis, dans le canton de Guémené-Penfao (dont elle est le chef-lieu, donc) et fait partie de Redon Agglomération. Elle est dirigée par Isabelle Barathon-Bazelle. Son code postal est 44290 et son code commune 44067.

### Jumelages
La ville est jumelée avec Courcelles, en Belgique, depuis le 21 septembre 1958.

## Population et société

### Démographie
Selon le classement établi par l'Insee, Guémené-Penfao est une ville isolée multipolarisée. Elle est le centre d'un bassin de vie et fait partie de la zone d'emploi de Nantes. Toujours selon l'Insee, en 2010, la répartition de la population sur le territoire de la commune était considérée comme « peu dense » : 75 % des habitants résidaient dans des zones « peu denses »  et 25 % dans des zones « très peu denses ».

#### Évolution démographique
L'évolution du nombre d'habitants est connue à travers les recensements de la population effectués dans la commune depuis 1793. Pour les communes de moins de 10 000 habitants, une enquête de recensement portant sur toute la population est réalisée tous les cinq ans, les populations de référence des années intermédiaires étant quant à elles estimées par interpolation ou extrapolation. Pour la commune, le premier recensement exhaustif entrant dans le cadre du nouveau dispositif a été réalisé en 2007.

En 2022, la commune comptait 5 242 habitants, en évolution de +0,52 % par rapport à 2016 (Loire-Atlantique : +6,68 %, France hors Mayotte : +2,11 %).
| 1793  | 1800  | 1806  | 1821  | 1831  | 1836  | 1841  | 1846  | 1851  |
| ----- | ----- | ----- | ----- | ----- | ----- | ----- | ----- | ----- |
| 3 383 | 3 585 | 3 436 | 3 634 | 3 798 | 3 910 | 4 013 | 4 328 | 4 630 |

| 1856  | 1861  | 1866  | 1872  | 1876  | 1881  | 1886  | 1891  | 1896  |
| ----- | ----- | ----- | ----- | ----- | ----- | ----- | ----- | ----- |
| 4 679 | 4 977 | 5 637 | 5 923 | 6 167 | 6 566 | 6 766 | 6 812 | 6 765 |

| 1901  | 1906  | 1911  | 1921  | 1926  | 1931  | 1936  | 1946  | 1954  |
| ----- | ----- | ----- | ----- | ----- | ----- | ----- | ----- | ----- |
| 6 738 | 6 762 | 6 497 | 5 982 | 5 922 | 5 697 | 5 608 | 5 527 | 5 331 |

| 1962  | 1968  | 1975  | 1982  | 1990  | 1999  | 2006  | 2007  | 2012  |
| ----- | ----- | ----- | ----- | ----- | ----- | ----- | ----- | ----- |
| 5 189 | 4 977 | 4 590 | 4 476 | 4 464 | 4 569 | 4 876 | 4 920 | 5 209 |

| 2017  | 2022  | - | - | - | - | - | - | - |
| ----- | ----- | - | - | - | - | - | - | - |
| 5 200 | 5 242 | - | - | - | - | - | - | - |

#### Pyramide des âges
En 2018, le taux de personnes d'un âge inférieur à 30 ans s'élève à 32,3 %, soit en dessous de la moyenne départementale (37,3 %). À l'inverse, le taux de personnes d'âge supérieur à 60 ans est de 30,8 % la même année, alors qu'il est de 23,8 % au niveau départemental.
En 2018, la commune comptait 2 516 hommes pour 2 691 femmes, soit un taux de 51,68 % de femmes, légèrement supérieur au taux départemental (51,42 %).
Les pyramides des âges de la commune et du département s'établissent comme suit.
| Hommes | Classe d’âge | Femmes |
| ------ | ------------ | ------ |
| 0,8    | 90 ou +      | 2,6    |
| 8,8    | 75-89 ans    | 12,9   |
| 18,3   | 60-74 ans    | 17,9   |
| 21,9   | 45-59 ans    | 19,3   |
| 16,3   | 30-44 ans    | 16,5   |
| 13,5   | 15-29 ans    | 12,1   |
| 20,4   | 0-14 ans     | 18,7   |

| Hommes | Classe d’âge | Femmes |
| ------ | ------------ | ------ |
| 0,6    | 90 ou +      | 1,8    |
| 6      | 75-89 ans    | 8,6    |
| 15,1   | 60-74 ans    | 16,4   |
| 19,4   | 45-59 ans    | 18,8   |
| 20,1   | 30-44 ans    | 19,3   |
| 19,2   | 15-29 ans    | 17,4   |
| 19,5   | 0-14 ans     | 17,6   |

## Culture et patrimoine

### Patrimoine religieux
- Chapelle Saint-Georges de Penfao, inscrite au titre des monuments historiques depuis 2004[46], située à 3 km au sud-est du bourg de Guémené-Penfao entre les villages de Mézillac et du Verger
- Église Saint-Michel de Guémené (XIXe siècle).
- Église Saint-Pierre-et-Saint-Paul de Beslé (XIXe siècle).
- Église Saint-Clair de Guénouvry : statue de sainte Anne.
- Chapelle Sainte-Anne ou chapelle de Lessaint[47] près du village de Tahun (quartier de Guénouvry) : statue de saint Méen ; fresques peintes en 1997 par les apprentis du Centre de la fresque de Blain sous la conduite du peintre Louis-Roger[48].
- Croix des Quatre Contrées (1850), qui marque le point de rencontre des territoires des communes de Guémené-Penfao, Marsac-sur-Don, Vay et Le Gâvre, à l'extrémité nord-est de la forêt du Gâvre. Sur la face du socle en direction de Guémené-Penfao, est inscrit « GUENOUVRI », la paroisse concernée lors de la pose de la croix.

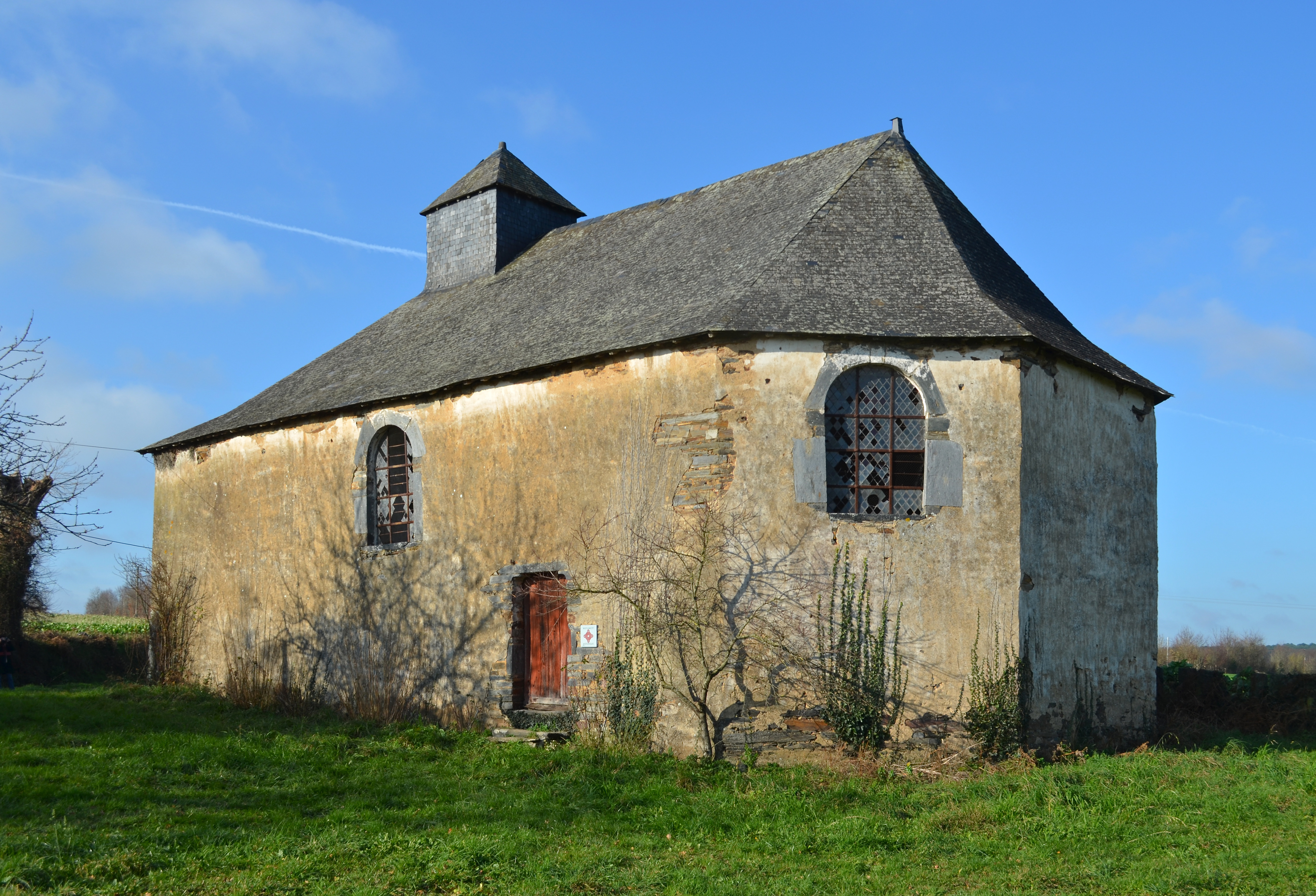
Chapelle Saint-Georges.
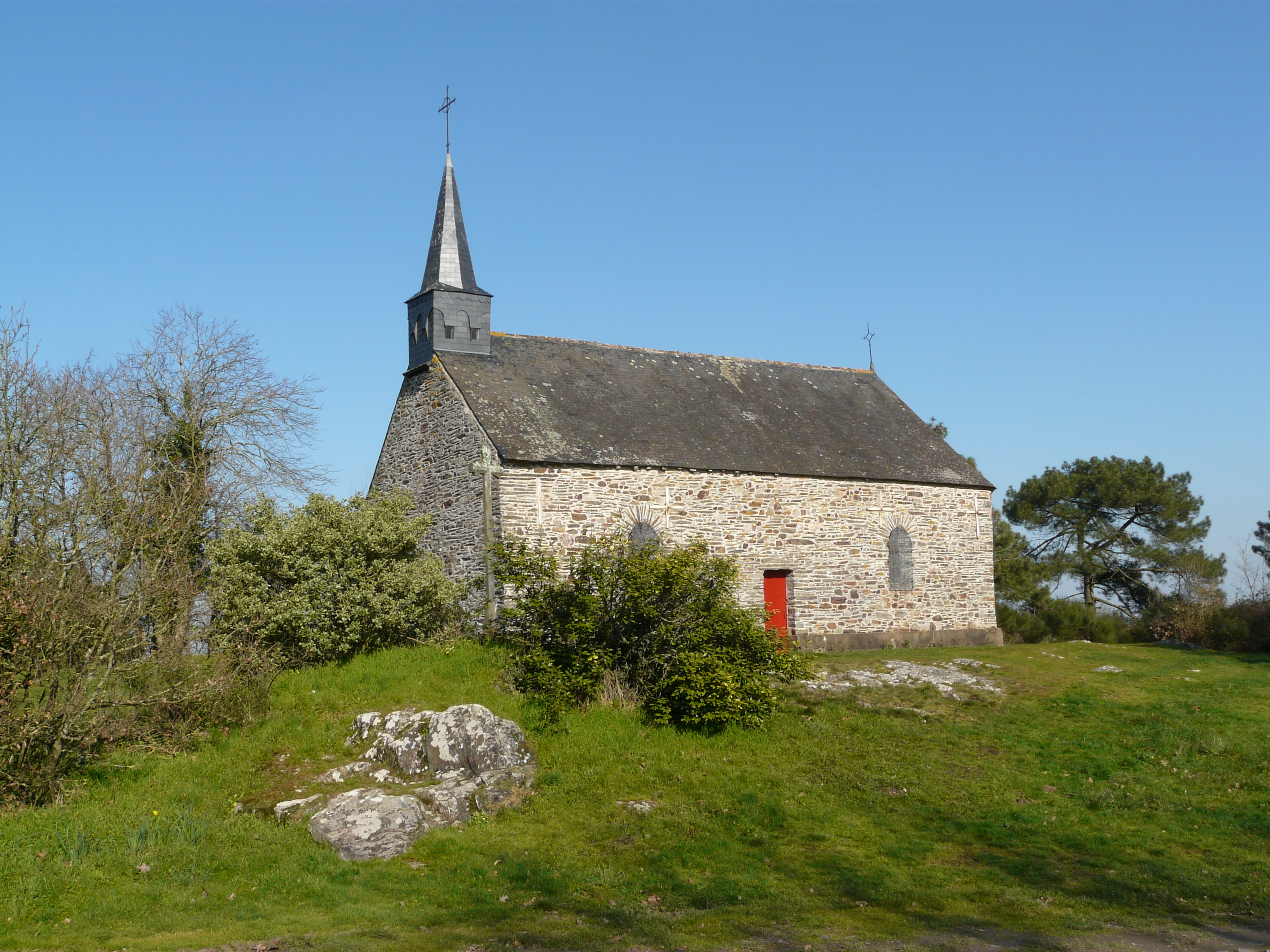
Chapelle de Lessaint (Tahun).
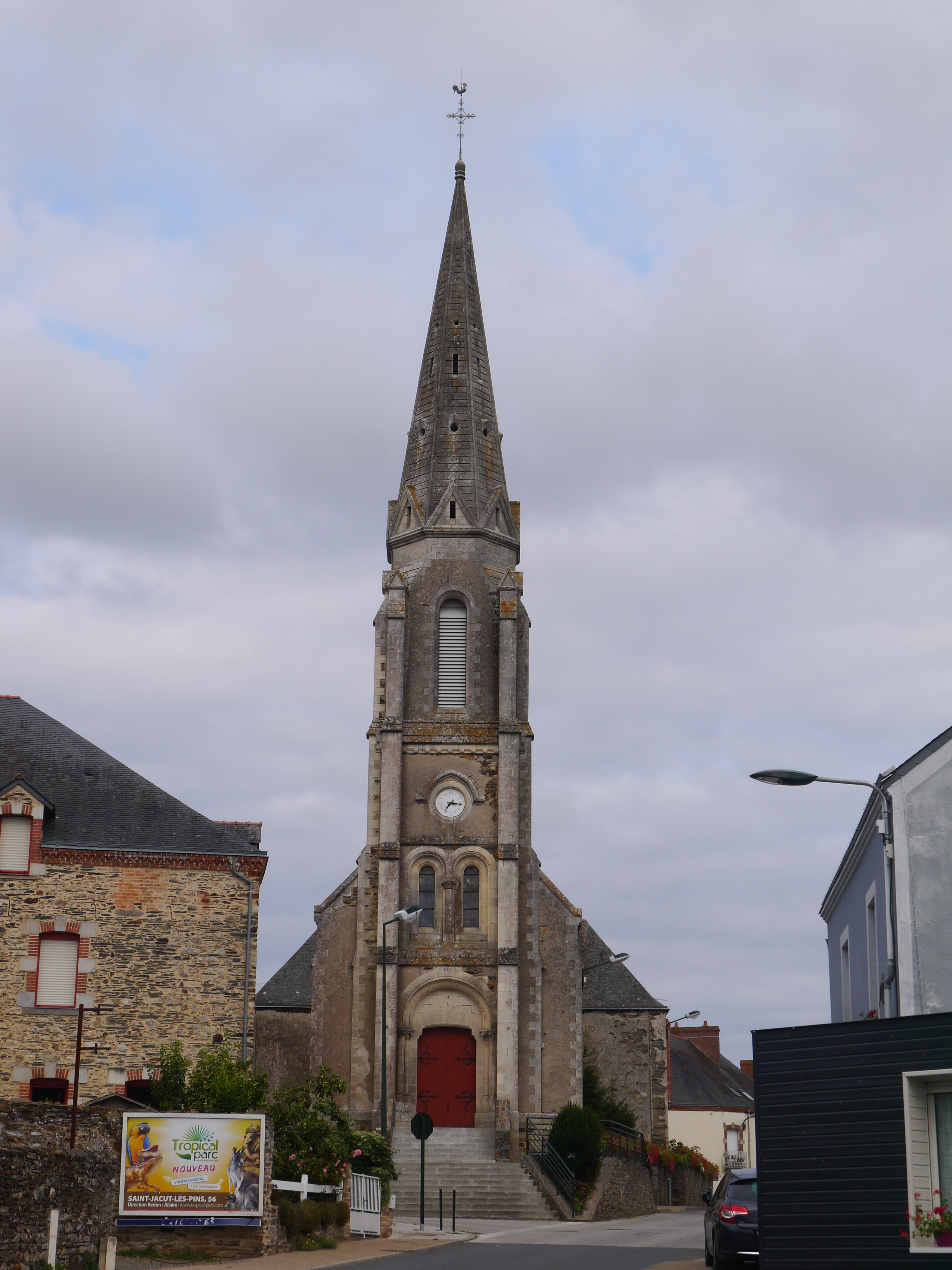
Église Saint-Pierre-et-Saint-Paul (Beslé).

### Châteaux et demeures
- Maisons anciennes.

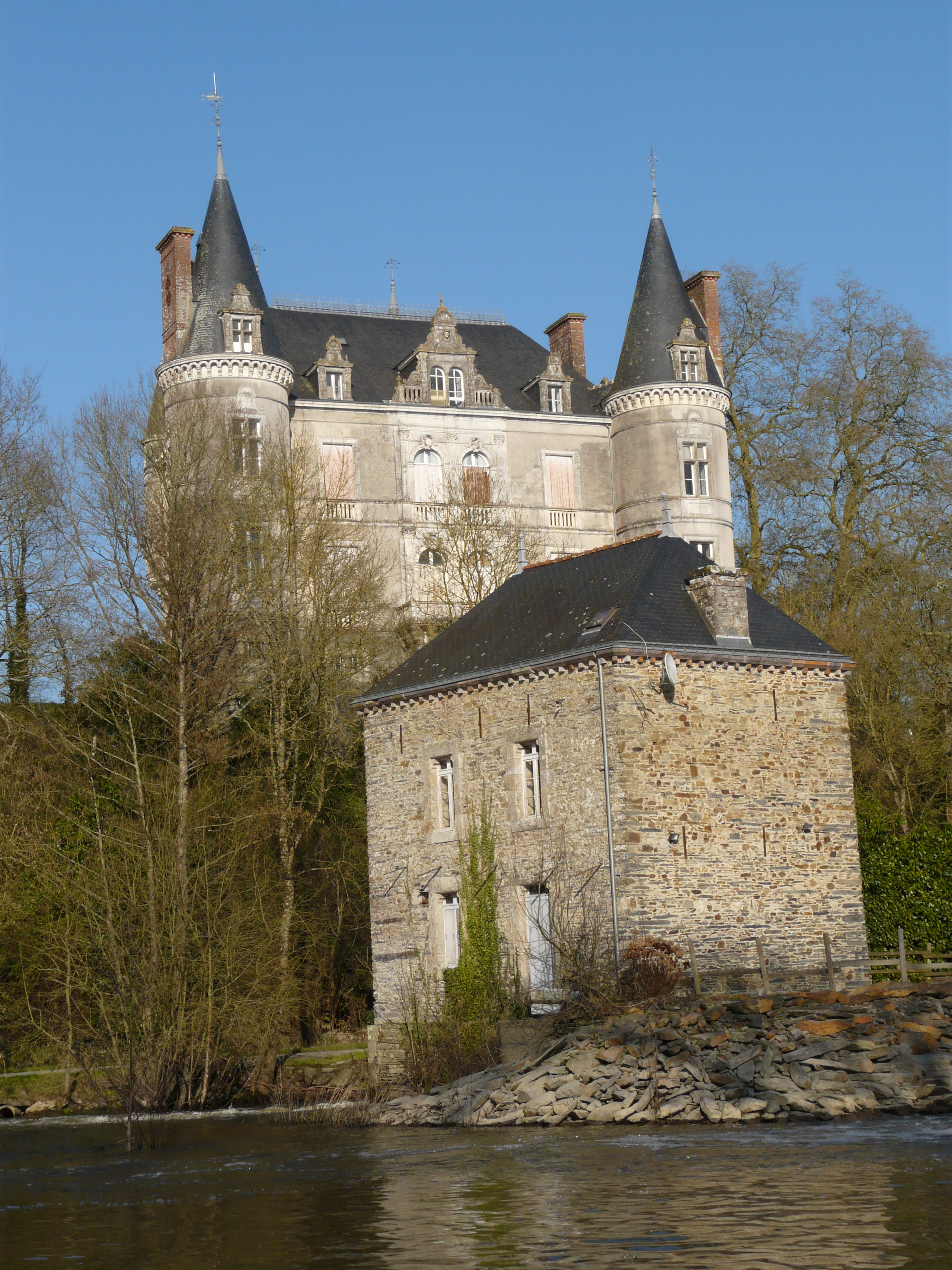
Le château de Juzet surplombant le don et le moulin de Tenou.

- Grand-Logis avec tour octogonale (XVe siècle).
- Château de Bruc reconstruit aux XVe et XIXe siècles.
- Château de Juzet.
- Château de Trénon, (résidence privée de la famille de Saint-Germain).
- Château de Boisfleury.
- Château du Brossay, de style Empire.
- Château de Treguel XVIIIe siècle.
- Château de Friguel XIXe siècle.
- Château de Beaulieu-la Garenne, XIXe siècle.

### Autre patrimoine civil
- Menhir de Tahun, dit « Pierre de Gargantua », près du village de Tahun
- Un moulin à vent[Où ?].
- Trois moulins à eau[Où ?] dont un près du château de Juzet[49] et un près de l'Etang de la Vallée[50].

### Sites naturels
- Vallée du Don, notamment le site de Juzet et l'Espace Naturel Sensible des Rocs de Gascaigne[51],[52].
- Vallée de la Vilaine.
- Étang de la Vallée.
- Rocher de la Fée Carabosse et alentours, près du village de Mézillac et du ruisseau homonyme, au sud-est du bourg de Guémené-Penfao.

### Guémené-Penfao dans la littérature et les arts
Dans le poème d’Aragon Le Conscrit des cent villages, écrit dans la clandestinité au printemps 1943, pendant la Seconde Guerre mondiale, il cite un « Guémené », au milieu de nombreux autres noms de villages :
...Albine Alise-Sainte-Reine

Les Sources-la-Marine 

Jeux-les-Bards Gigors Guémené

Vers Pré-en-Baille ou Trinquetaille 

Vers Venouze ou vers Venizy...

Mais il existe deux Guémené en France, Guémené-Penfao et Guémené-sur-Scorff (Morbihan), peut-être plus connu en raison d'une spécialité culinaire célèbre.

## Personnalités liées à la commune
- Joseph François Simon (1801-1870), homme politique, député de la Loire-Inférieure de 1857 à 1870.
- Fidèle Simon (1837-1911), homme politique, député de la Loire-Atlantique de 1870 à 1893.
- Joseph Herbert (1873-1915), dit « Le Petit Joseph », hôtelier, professeur de danse, clairon, remarquable par son poids (204 kg)[55].
- Georges Labetoulle dit Géo Laby (1900-1962), acteur, s'est installé à Beslé en 1935, où il a repris l'Hôtel du Port[56].
- Ivan Ricordel (né à Guémené-Penfao en 1943), pharmaco-toxicologue, expert judiciaire dans l'affaire du Mediator.
- Jean-François Thomas (1894-1939), peintre.
- Yves Benoist-Gironière (1903-1983), officier, cavalier, auteur d'ouvrages d'équitation, ainsi qu'illustrateur et sculpteur équestre.